# 사천역
사천역(泗川驛)은 경상남도 사천시 사천읍에 있던 진삼선의 철도역이다. 과거에는 여객취급도 했으나 도로교통의 발달 관계로 진삼선 자체가 폐선되었고, 1994년부터 역의 위치를 옮겨 전용선로인 ‘사천선’의 역으로서 사천공항으로의 유류수송을 담당하고 있다.

## 역사
- 1953년 5월 25일 : 사천군 사천면 수석리 320번지에서 보통역으로 영업 개시[2]
- 1980년 10월 1일 : 여객 및 화물 취급 중지, 배치간이역으로 격하[3]
- 1984년 9월 1일 : 수소화물취급중지
- 1989년 6월 1일 : 영업 중지
- 1990년 1월 20일 : 폐역[4]
- 1994년 5월 30일 : 본래 부지에서 2km가량 떨어진 현위치에 화물 전용역으로 영업 재개